# Elvira Anderfjärd
Elvira Vilma Anderfjärd, född 1 augusti 1999, är en svensk musikproducent och låtskrivare. Hon är även verksam under enbart namnet Elvira.
Hon utexaminerades från Musikmakarna år 2020. Efter examen knöts hon till Max Martins bolag MXM Publishing.
Hon har arbetat med Taylor Swift och har remixat singlarna "Willow" (2020), "Love Story (Taylor's Version)" (2021) och producerat "Message in a Bottle" (2021) samt lagt ett nytt beat för "Girl At Home (Taylor's Version)" (2021). Anderfjärd har även producerat "I Do Me" av Malou Prytz som hon tävlade med i Melodifestivalen 2019 och "I'm Coming" av Tove Lo. Hon har bidragit med bakgrundssång på The Weeknds "Take My Breath" och Swifts "Message in a Bottle". 
Anderfjärd har även arbetat med artister som Katy Perry, Addison Rae, Molly Sandén, Anne-Marie, Ed Sheeran, Tove Styrke, Alma, First Aid Kit och Maisie Peters.
År 2020 vann hon Denniz Pop Awards i kategorin Årets Rookie – Songwriter/Producer. Vid Grammisgalan 2022 vann hon i kategorin Årets producent.